# Onthophagus rotundatus
Onthophagus rotundatus là một loài bọ cánh cứng trong họ Bọ hung (Scarabaeidae).